# أرتور مونتيرو
أرتور مونتيرو (بالإسبانية: Ismael Arturo Montero García) هو مختص في دراسة المغارات ‏ مكسيكي، ولد في 15 ديسمبر 1961 في مدينة مكسيكو في المكسيك. يعتبر مونتيرو عالماً في الكهوف و متسلقًا للجبال ولديه أبحاث تخص الجبال العالية والكهوف في أميركا الوسطى.